# Christian August Hausen der Ältere

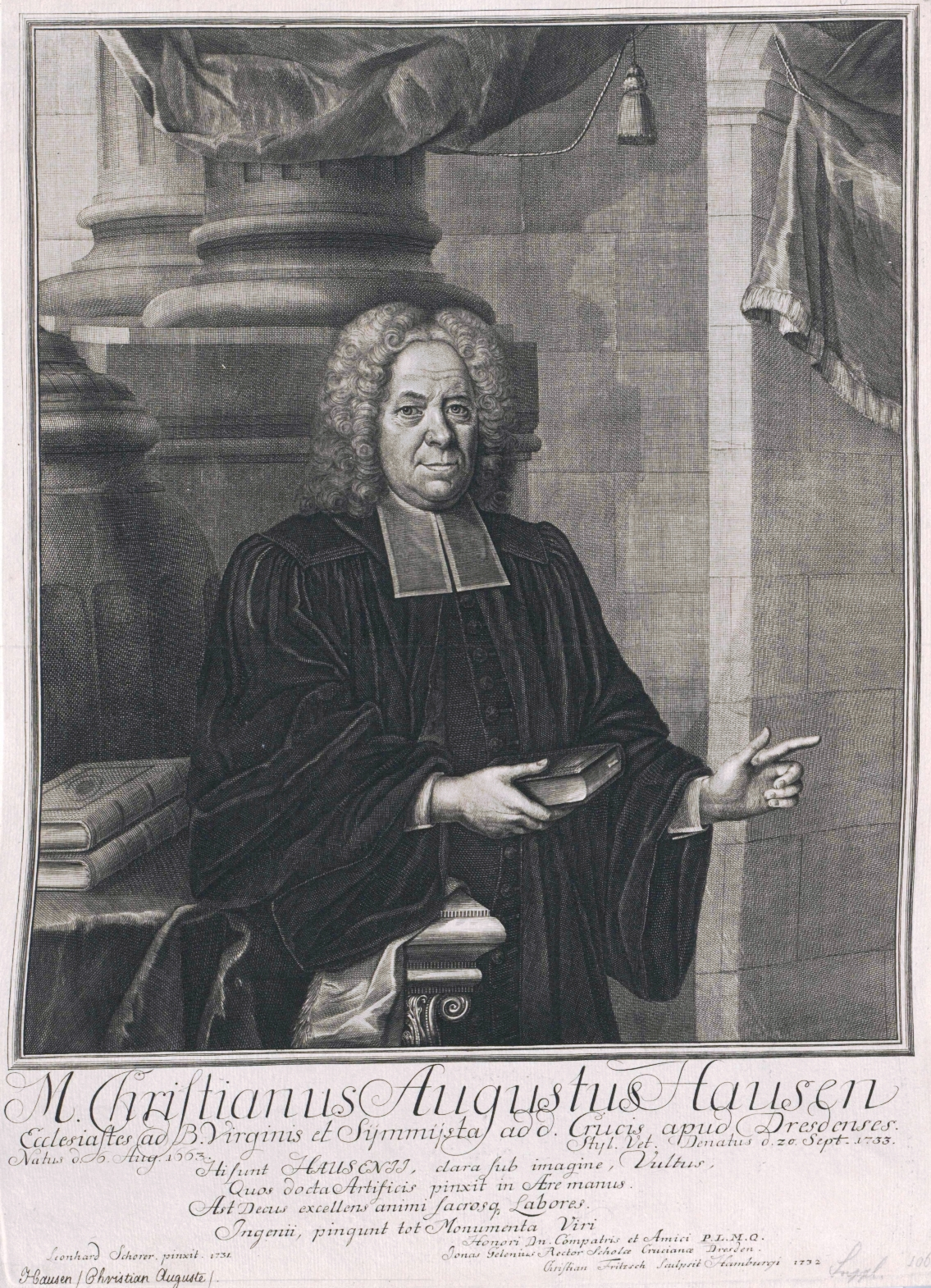
Christian August Hausen, Stich von Christian Fritzsch (1732) nach Leonhard Schorer (1731)

Christian August Hausen der Ältere (* 6. August 1663 in Sangerhausen; † 20. September 1733 in Dresden) war ein deutscher lutherischer Theologe und Historiker.

## Leben
Der Sohn armer Eltern besuchte ab 1673 die Kreuzschule in Dresden. Am 23. November 1682 nahm er ein Studium an der Universität Wittenberg auf. Zu jener Zeit waren als Professoren an der philosophischen Fakultät Christian Röhrensee in Ethik, Konrad Samuel Schurzfleisch in Geschichte auch in den orientalischen Sprachen, Theodor Dassov in Philosophie, Christian Donati in Logik und Georg Kaspar Kirchmaier in Rhetorik tätig. Als Hauslehrer bei Wilhelm Leyser II. konnte er sich seine finanzielle Existenz sichern und so auch die theologischen Vorlesungen von Caspar Löscher, Abraham Calov, Johann Andreas Quenstedt, Balthasar Bebel, Johann Friedrich Mayer und Philipp Ludwig Hanneken besuchen.
Am 27. April 1686 erwarb er den akademischen Grad eines Magisters der Philosophie. 1687 wurde er Lehrer im Kloster Berge bei Magdeburg und am 11. Januar 1690 Diakon in Zschopau. 1692 wurde er Amtsprediger der Sophienkirche in Dresden. Bald darauf stieg er 1697 zum Mittagsprediger an der Kreuzkirche auf, wurde dort 1700 Freitagsprediger, war 1705 Mittagsprediger und 1706 Stadtamtsprediger an der Dresdner Frauenkirche. 1709 wurde er Vikar der Dresdner Superintendentur, in welchem Amt er verstarb. Seine Werke umfassen meist Leichpredigten und greifen die pietistischen Bestrebungen seiner Zeit auf, die er aus seinem lutherisch orthodoxen Ansatz betrachtete. Zudem setzte er sich mit der Geschichte des kurfürstlichen sächsischen Hauses auseinander.
Aus seiner 1690 geschlossenen Ehe mit Catharina Beringer († 1723) stammen elf Kinder, von denen aber nur der Sohn Christian August Hausen der Jüngere und eine Tochter, die den Pirnaer Superintendenten Stempel heiratete, ihren Vater überlebten.

## Werke
- Theologia paracletica generalis, die aller-süsseste und kräfftigste Hertzens-Beruhigung im Creutz, oder die gründliche Erklärung der hochwichtigen Lehre von der Christen Kreutz und Trost … Dresden 1706.
- Theologia paracletica specialis, oder Creutz- und Trostspiegel …
- Gloriosa electorum ducum Saxoniae busta, oder Ehre der verstorbenen Kurfürsten zu Sachsen. Dresden 1728.
- Bibliorum paruorum Glossatorum. Dresden 1725.
- Pietatem Melicam siue Librum Cantionum Con. Prohendentem Hymnos praecipuos Ecclesiae veteris Latino set Augustanae Confessionis addictae Germanicos prae primis in Ecclesiis.
- Prüfung der Religionen, Welche von der Natürlichen Religion Leitet zu Der Christlichen. Dresden 1724.
- Saxonicis visitatos. Dresden 1704.
- Bebelii Memorabiha Historiae Ecclesiasticae continuatae usque ad. Anno 1730. Dresden 1731.